# Dobromysław
Dobromysław – imię męskie, które powstało poprzez „poprawienie” staropolskiego imienia Dobromysł, kiedy świadomość jego pochodzenia zatarła się i błędnie zostało ono uznane za imię kończące się członem -sław (zamiast -mysł).